# Elemir

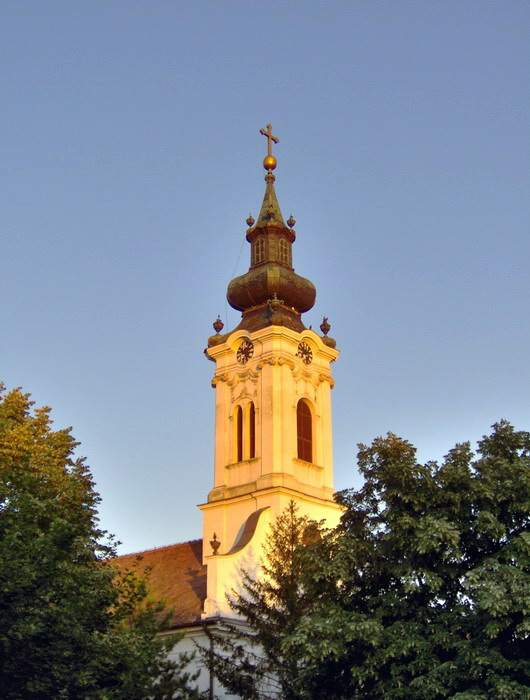
Serbisch-orthodoxe Verklärungskirche

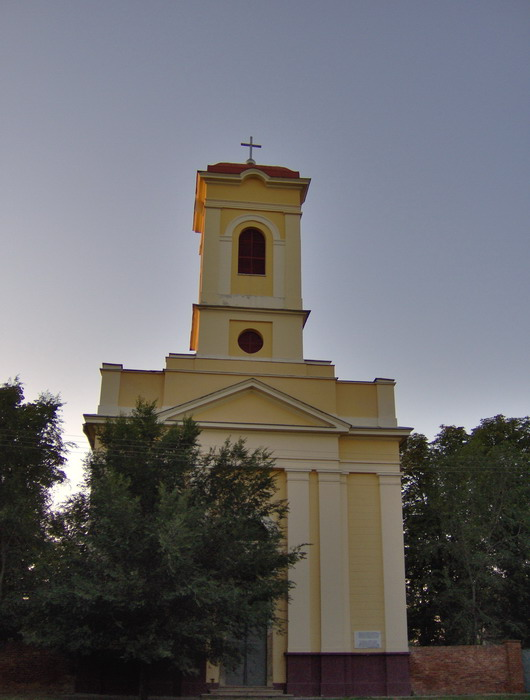
Römisch-katholische Kirche St. Augustinus

Elemir (serbisch-kyrillisch Елемир, ungarisch Elemér,  deutsch Elemer) ist ein Ort in der Gemeinde Zrenjanin im serbischen Banat. Er liegt 13 km nordwestlich des Stadtzentrums von Zrenjanin und etwa 90 km nördlich von Belgrad. Elemir ist ein typisches Dorf deutscher Kolonisten.

## Geschichte
Das Wort Elemir soll einer Sage nach, ohne zeitliche Fixierung, aber angelehnt an die kirchenslawische Schreibweise Elemirje in den Matrikeln der serbisch-orthodoxen Kirche des Ortes, berichtet von einer Schar versprengter Flüchtlinge. Diese, nach der vermeintlich sicheren Niederlassung am Hochufer des alten Theißbettes, sprachen: ele mir je (etwa: nun/hier Friede ist). Die Worte blieben in Anwendung und die griffigeren Silben ergaben schließlich Elemir.
Anfang der 1780er Jahre veräußerte die Wiener Hofkammer im Banat Ländereien an Privatpersonen. So kam es, dass Isaak Kiss im Sommer 1781 in Wien ein beträchtliches Anwesen bei Elemir ersteigerte, außerdem das über zweifach größere bei Ittebey. Mit dem Erwerb großer staatlicher Flächen ging die Erhebung in den niederen erblichen Adelsstand einher; für die Familie Kiss: de Ellemer et Ittebey. Mitte September soll Isaak Kiss das erste Mal im Ort geweilt und sein Eigentum in Augenschein genommen haben. 
Die ersten deutschen Neusiedler kamen im Jahre 1800 nach Elemir, höchstwahrscheinlich im Frühjahr, spätestens anfangs Sommer. Der Zeitrahmen der Besiedlung lässt sich nicht eingrenzen, zumal die Zuwanderung, aber auch Abwanderung, nie aufgehört hat, und zog sich mindestens über Monate, wenn nicht Jahre hin.
Im Oktober 1945 übernahmen serbischstämmige Neusiedler aus dem Nordwesten Bosniens die verlassenen Häuser der gewaltsam vertriebenen deutschstämmigen Bewohner Elemirs.

## Kirchen
In Elemir gibt es eine serbisch-orthodoxe sowie eine katholische Pfarrkirche. Die katholische Pfarrkirche St. Augustinus war bis zum Jahr 1805 Filialkirche von St. Joannes Nepomucus in Zrenjanin. In den Jahren vor der Ansiedlung donauschwäbischer Kolonisten gab es nur vereinzelt Katholiken, zumeist ungarischer Herkunft. Erst mit der Ansiedlung kamen mehr und mehr Katholiken in den Ort, sodass im Jahr 1805 75 Taufen, acht Trauungen und 34 Sterbefälle in den Kirchenbüchern verzeichnet wurden. Erster Pfarrer war von 1805 bis 1828 ein Franziskaner, Pater Bernardus Szalkay. Heute wird die Pfarrei wieder von Zrenjanin aus betreut, im November 2007 lebten noch etwa vier Katholiken in Elemir.

## Persönlichkeiten
- Ernő Dániel (1843–1923), Politiker und Minister
- Matthias Giljum (1902–1980), deutscher Journalist